# Гранньелло, Джузеппе Мария
Джузеппе Мария Гранньелло (нем. Giuseppe Maria Granniello; 8 февраля 1834, Неаполь, королевство Обеих Сицилий — 8 января 1896, Рим, королевство Италия) — итальянский куриальный кардинал, папский сановник и варнавит. Секретарь Священной Конгрегации по делам епископов и монашествующих с 8 января 1892 по 12 июня 1893. Титулярный архиепископ Кесарии Палестинской с 29 марта 1892 по 12 июня 1893. Кардинал-священник с 12 июня 1893, с титулом церкви Санти-Кирико-э-Джулитта с 15 июня 1893.